# شبكة التعبير الجيني المشترك
شبكة التعبير الجيني المشترك هي رسم بياني غير موجه، تتوافق فيه كل عقدة مع جين ويتصل كل زوج من العقد بحافة في حال وجود علاقة تعبير مشترك ملحوظة بينهما. مع وجود ملفات التعبير الجيني الخاصة بعدد من الجينات لعدة عينات أو ظروف تجريبية، يمكن إنشاء شبكة تعبير جيني مشترك من خلال إيجاد أزواج الجينات التي تظهر نمط تعبير متماثل عبر العينات، نظرًا إلى ارتفاع مستويات نسخ جيني التعبير المشترك وانخفاضها معًا عبر العينات. تمتلك شبكات التعبير الجيني المشترك أهمية بيولوجية نظرًا إلى التحكم في جيني التعبير المشترك بواسطة برنامج تنظيم النسخ نفسه، أو ارتباطهما وظيفيًا أو تشكيلهما عضوين من مسار واحد أو معقد بروتين واحد.
لم يُحدد اتجاه علاقات التعبير المشترك ونوعها في شبكات التعبير الجيني المشترك؛ بينما تربط الحافة الموجهة بين جينين في الشبكة الجينية التنظيمية، من أجل تمثيل عملية كيميائية حيوية مثل ردة الفعل، أو التحول، أو التفاعل، أو التنشيط أو التثبيط. بالمقارنة مع «جي آر إن»، لا تحاول «جي سي إن» الاستدلال إلى العلاقات السببية بين الجينات، إذ لا تمثل الحواف في «جي سي إن» أكثر من علاقة ارتباط أو تبعية بين الجينات. تتوافق الوحدات الجزئية أو الرسوم البيانية الفرعية شديدة الارتباط في شبكات التعبير الجيني المشترك مع تجمعات الجينات ذات الوظيفة المماثلة، أو تشارك في عملية حيوية مشتركة ما يسبب الكثير من التفاعلات فيما بينها.
تُبنى شبكات التعبير الجيني المشترك عادة باستخدام مجموعات البيانات المتولدة بواسطة تقنيات إنشاء ملفات التعبير الجيني عالية الإنتاجية مثل النسق الميكروي وتتابع الحمض النووي الريبي.

## خلفية تاريخية
قدم بوت وكوهان في عام 1999 مفهوم شبكات التعبير الجيني المشترك لأول مرة باعتبارها شبكات ارتباط. جمعوا بيانات قياس الاختبارات المخبرية الطبية (مثل مستوى الهيموغلوبين) الخاصة بعدد من المرضى وحسبوا معامل ارتباط بيرسون بين النتائج لكل زوج من الاختبارات، ثم ربطوا أزواج الاختبارات التي أظهرت ارتباطًا أعلى من مستوى معين في الشبكة (مثل مستوى الأنسولين مع سكر الدم). استخدم بوت وكوهان هذا النهج في وقت لاحق كمقياس للتعبير المشترك على المعلومات التبادلية، واستخدما بيانات التعبير الجيني من أجل إنشاء أول شبكة تعبير جيني مشترك.

## التطبيقات
- تسلسل الخلية المفردة – استُخدمت شبكات التعبير الجيني المشترك المتولدة باستخدام بيانات تتابع الحمض النووي الريبي المتجمعة من أجل تحسين نسبة الإشارة/الضجيج في سيناريوهات الخلية المفردة، بهدف الحصول على تنبؤات أفضل بوجود عدد من الطفرات المعينة في الخلية المفردة، مع استخدام ملفات التعبير الجيني باعتبارها متغيرات مستقلة.[7]
- هندسة شبكة الجين العكسية – توجد مئات الطرق المستخدمة في الاستدلال إلى الشبكات الجينية التنظيمية، وتستند العشرات من هذه الطرق في الوقت الحالي إلى تحليل التعبير المشترك، بالاعتماد على الارتباط البسيط، أو المعلومات المتبادلة أو الوسائل البايزية.[8]
- علم أحياء النبات – استُخدمت تحاليل التعبير المشترك على نطاق واسع من أجل البحث عن جينات جديدة مشتركة في عدد من المسارات النباتية المعينة. يُعد تخليق جدار الخلية أحد أبرز الأمثلة على ذلك: أصبح وصف الروابط المفقودة في هذه الآلية الأيضية ممكنًا عن طريق إيجاد جينات سيليلوز سينثاز (سي إي إس إيه إس) جديدة، إذ تستطيع ملفات التعبير الخاصة بها الارتباط بأعضاء المسار العروفة سابقًا.[9]